# 结绳记事
结绳记事是文字发明前，人们所使用的一种记事方法。即在一条绳子上打结。上古時期的中原地區及秘魯印地安人皆有此習慣，即到近代，一些沒有文字的民族，仍然採用結繩記事來傳播信息。

## 参看
- 奇普 - 印加人的结绳记事方法
- 符木